# الجانب الآخر من الأمل
الجانب الآخر من الأمل (بالفنلندية: Toivon tuolla puolen) هو فيلم كوميدي تم إنتاجه في فنلندا وصدر في سنة 2017. الفيلم من إخراج وسيناريو أكي كاوريسمكي.

## القصة
يحكي الفيلم قصة شاب سوري من حلب اسمه «خالد» يستقر به المطاف أخيراً في فينلندا أثناء رحلة هروبه الطويلة من الحرب الأهلية السورية. يواجه خلال الرحلة صعوبات مختلفة أهمها ضياع أخته على حدود هنغاريا، كما واجه رفض السلطات الفنلندية لطلب لجوئه إليها. لكن بمساعدة أحد الأشخاص والذي يملك مطعماً، قام بإطعامه وإيوائه وتشغليه في مطعمه وإصدار بطاقة هوية مزورة له، كما ساعده بالعثور على أخته التي عثر عليها في ليتوانيا. تنتهي قصة الفيلم بقيام أحد رجال العصابات بطعن خالد في بطنه.

## الميزانية والإيرادات
بلغت تكلفة إنتاج الفيلم حوالي €1600000 يورو بينما حقق إيرادات تقدر بـ 3289611 دولار.

## وصلات خارجية
- الجانب الآخر من الأمل على موقع IMDb (الإنجليزية)
- الجانب الآخر من الأمل على موقع ميتاكريتيك (الإنجليزية)
- الجانب الآخر من الأمل على موقع روتن توميتوز (الإنجليزية)
- الجانب الآخر من الأمل على موقع ألو سيني (الفرنسية)
- الجانب الآخر من الأمل على موقع أول موفي (الإنجليزية)
- الجانب الآخر من الأمل على موقع بوكس أوفيس موجو (الإنجليزية)
- الجانب الآخر من الأمل على موقع فيلمافينيتي (الإسبانية)
- الجانب الآخر من الأمل على موقع قاعدة بيانات الأفلام السويدية (السويدية)
- الجانب الآخر من الأمل على موقع قاعدة بيانات الفيلم (الإنجليزية)
- الجانب الآخر من الأمل على موقع ليتربوكسد (الإنجليزية)